# آی‌ان‌اس تلوار (اف۴۰)
آی‌ان‌اس تلوار (اف۴۰) (به انگلیسی: INS Talwar (F40)) یک کشتی است که طول آن ۱۲۴٫۸ متر (۴۰۹ فوت) می‌باشد. این کشتی در سال ۲۰۰۰ ساخته شد.